# Robinson (Kansas)
Robinson – miasto położone w hrabstwie Brown.